# Invisible (Paint It Black)
Invisible is de derde ep van de Amerikaanse punkband Paint It Black. Het werd uitgegeven op 2 april 2013 via het label No Idea Records als 7-inch plaat en muziekdownload. Het is de eerste uitgave van de band sinds Surrender uit 2009. Het album werd heruitgegeven door hetzelfde label op 3 oktober 2016.

## Nummers
1. "Greetings, Fellow Insomniacs" - 1:42
2. "Headfirst" - 2:26
3. "Props for Ventriloquism" - 1:38
4. "Little Fists" - 2:07
5. "D.F.W." - 0:34
6. "Invisible" - 2:24

## Band
- Dan Yemin - zang, gitaar
- Josh Agran - gitaar
- Andy Nelson - basgitaar, zang
- Jared Shavelson - drums